# جون وليامز (سياسي أمريكي، مواليد 1735)
جون وليامز (بالإنجليزية: John Williams)‏ هو سياسي أمريكي، (و. 1735 – 1789 م). انتخب عضو مجلس نواب كارولينا الشمالية.